# Carl Rehs
Carl Rehs (* 28. April 1867 in Lägs; † 4. Oktober 1945 in Königsberg) war ein deutscher Imker in Ostpreußen.

## Leben
Als Sohn eines Lehrers besuchte Rehs das Lehrerseminar in Waldau. Ab 1891 war er Hilfslehrer an der Blindenanstalt Königsberg und später Hauptlehrer in Kalgen.
Nachdem er 1896 den Bienenstand seines Vaters übernommen hatte, wurde er bald der führende Imker Ostpreußens. Er war ab 1909 regelmäßiger Mitarbeiter der Georgine, der Zeitschrift der Landesbauernschaft Ostpreußen. 1924 wurde er in den Wirtschaftsausschuss des Deutschen Imkerbundes berufen. 1930 übernahm er die Leitung des Ostpreußischen Imkerverbandes. Er war Mitarbeiter der Königsberger Volkszeitung und über 25 Jahre Erster Schriftleiter der Preußischen Bienen-Zeitung. „Bienenvater Rehs“ gründete die bedeutende Imkerschule in Korschen. Er starb mit 78 Jahren im zerstörten Königsberg.
Er war Vater von Reinhold Rehs und Schwiegervater von Heinz von Schumann.

## Werke
- Die Bienen als Ehestifter, Lustspiel, 1902.
- Die Bienenkrankheiten. Mohrungen 1926. GoogleBooks
- Von Kanitz zu Kickhöffel, Leipzig, 1939.
- Deutsche Bienenzucht mit besonderer Berücksichtigung des deutschen Ostens. Lehrbuch für alle Imker. Königsberg 1926, 1941. GoogleBooks
- Michael Kurella und Daniel Gottlieb Settegast – zwei ostpreußische Pioniere der Bienenzucht als Zeitgenossen des „Alten Fritz“. Aus ihren Büchern ausgewählt und eingekleidet. Leipzig 1942. GoogleBooks
- Buntes Allerlei von den Immen. Pfenningstorff Verlag 1938. GoogleBooks